# Chordodasiopsis antennatus
Chordodasiopsis antennatus är en djurart som tillhör fylumet bukhårsdjur, och som först beskrevs av Rieger et al 1974.  Chordodasiopsis antennatus ingår i släktet Chordodasiopsis och familjen Xenodasyidae. Inga underarter finns listade i Catalogue of Life.